# Kazimierz Jaworczykowski
Kazimierz Jaworczykowski – polski urzędnik samorządowy.

## Życiorys
W okresie zaboru austriackiego w ramach autonomii galicyjskiej wstąpił do służby państwowej. Od około 1889 był praktykantem konceptowym w urzędzie starostwa c.k. powiatu sokalskiego, od około 1892 w urzędzie starostwa c.k. powiatu kamioneckiego, w którym od około 1895 był koncepistą C.K. Namiestnictwa. Następnie od około 1897 był koncepistą w urzędzie starostwa c.k. powiatu sniatyńskiego, a od około 1899 pracował tam w randze komisarza, w kwietniu 1905 został mianowany komisarzem powiatowym i na przełomie 1905/1906 pracował tam w starostwie śniatyńskim w charakterze starszego komisarza. W okresie pracy w Śniatynie w charakterze komisarza rządowego od około 1898 zasiadał w wydziale Powiatowej Kasy Oszczędności. Na początku grudnia 1906 w charakterze starszego komisarza powiatowego został przeniesiony ze Śniatynia do Sanoka i od tego czasu pracował w tym charakterze w urzędzie starostwa c.k. powiatu sanockiego.
Następnie od około 1910 pełnił funkcję kierownika urzędu starostwa c.k. powiatu żydaczowski (wobec opróżnienia posady starosty), w czerwcu 1912 został mianowany starostą i pełnił urząd w kolejnych latach. Równolegle w tym okresie pełnił funkcję przewodniczącego Rady Szkolnej Okręgowej w Żydaczowie. Podczas I wojny światowej nadał był starostą żydaczowskim do 1916, a od 1916 sprawował posadę starosty c.k. powiatu kolbuszowskiego, u kresu wojny, po rozbrojeniu Austriaków, 27 października 1918 został zaprzysiężony przez delegata Polskiej Komisji Likwidacyjnej na urząd starosty powiatu kolbuszowskiego niepodległej II Rzeczypospolitej, który pełnił do 1919.
Po odzyskaniu przez Polskę niepodległości i nastaniu II Rzeczypospolitej został urzędnikiem w Tarnopolu. Pełnił urząd naczelnika wydziału prezydialnego, wicewojewody województwa tarnopolskiego. Był naczelnikiem (komisarz miasta) Tarnopola od 1926 do 1927. W tej funkcji w grudniu 1927 został powołany do składu okręgowej komisji wyborczej nr 54 w Tarnopolu. W kwietniu 1928 został członkiem powołanego Wydziału Wojewódzkiego. Jako emerytowany urzędnik w grudniu 1930 został mianowany przez wojewodę tarnopolskiego, Kazimierza Moszyńskiego, zastępcą delegata rady wojewódzkiej w ramach komisji do spraw kolonii letnich przy urzędzie wojewódzkim w Tarnopolu.
Jego żona była członkinią zarządu Towarzystwa św. Wincentego à Paulo w Sanoku.

## Ordery i odznaczenia
- Krzyż Oficerski Orderu Odrodzenia Polski (2 maja 1923)[27]

austro-węgierskie
- Krzyż Kawalerski Orderu Franciszka Józefa (1916)[28]
- Brązowy Medal Jubileuszowy Pamiątkowy dla Sił Zbrojnych i Żandarmerii (przed 1912)[12][18]
- Medal Jubileuszowy Pamiątkowy dla Cywilnych Funkcjonariuszów Państwowych (przed 1912)[12][18]
- Medal Jubileuszowy Pamiątkowy dla Cywilnych Funkcjonariuszów Państwowych (przed 1912)[12][18]